# 増二度
増二度（ぞうにど、増2度とも）とは、音程の名称のひとつ。長二度よりも半音広い二度の音程をこう呼び、例えば英語音名でCとD#は増二度であるという。増二度と短三度とは物理的には等しい音程だが、機能的には異なる音程である。これらは平均律の12音を基準とした理論を用いた場合に音程としては同一だが、音階における機能としての定義が変化することで呼称が変わる一種のレトリックともいえる。特に基準が移動しやすい相対音感的な耳で捉えた際に勘違いしがちだが、平均律の12音に当てはめた場合、音程としてはどこまでも同一であり、機能としてはどこまでも別個である。特定の音階において増二度音程は音楽に特徴的な効果をもたらし、その効用から減七度音程と同様に伝統的西洋音楽からは「東洋的で下品」と軽蔑されてきた歴史をもつ。

## 増二度を用いた旋法
ここでは、一般的に増二度音程として用いられている例を挙げる。
西洋音楽の和声的短音階の第6音と第7音の関係は増二度音程である。
主に中東方面に起源を持つ旋法には、増二度音程が用いられるものがある。
ロマ演奏家が好んで用い、これをハンガリー音階と呼ぶことがある。これは「ハンガリー風」と呼称される作品の幾つかにも現れている（シューベルト、ブラームス、カールマン、コダーイなど）。
ルーマニア（含ルーマニア地域のハンガリー人、セーケイ、モルドヴァ）、あるいはチャーンゴーの音楽によく見られる。これはルーマニア音楽においてはロマ演奏家が大きな役割を担っている事からの影響と思われる。
セルビア・ボスニア・マケドニア共和国と南下すると、トルコ音楽の影響からか、一般的な音楽に頻繁に取り入れられている。
コロをモチーフとした、ドヴォルザーク作曲のスラヴ舞曲の中の一曲や、ブルガリアの国歌にも増二度と見られる手法が用いられている。
また洋の東西やジャンルを問わず中東の雰囲気やエキゾチックな雰囲気を演出する際に多く用いられ、ジャズ、特にピアノのコンピングでは効果的に用いられる事が多い。